# Eliminatorias Sudamericanas de Futsal 2016
Las Eliminatorias Sudamericanas de Futsal 2016 fue un torneo clasificatorio de las selecciones masculinas de futsal del continente sudamericano afiliadas a la Conmebol, el cual entregó tres plazas para la Copa Mundial de fútbol sala de la FIFA 2016 que se realizará en Colombia en septiembre del mismo año, cuya selección participó del certamen estando de antemano clasificada a dicho evento en su calidad de anfitriona. Se realizó en Asunción, Paraguay, del 5 al 13 de febrero.

## Equipos participantes
Las diez selecciones nacionales de futsal de Sudamérica, en representación de sus respectivas asociaciones miembros de la Conmebol, participaron en esta competición.
| - Argentina - Bolivia - Brasil - Chile | - Colombia - Ecuador - Paraguay | - Perú - Uruguay - Venezuela |

## Primera fase
El calendario del torneo se anunció el 8 de enero el año 2016.

### Grupo A
| Equipo    | Pts | PJ | PG | PE | PP | GF | GC | Dif |
| --------- | --- | -- | -- | -- | -- | -- | -- | --- |
| Brasil    | 12  | 4  | 4  | 0  | 0  | 23 | 1  | 22  |
| Paraguay  | 7   | 4  | 2  | 1  | 1  | 11 | 6  | 5   |
| Venezuela | 6   | 4  | 2  | 0  | 2  | 11 | 13 | -2  |
| Ecuador   | 3   | 4  | 1  | 0  | 3  | 7  | 22 | -15 |
| Perú      | 1   | 4  | 0  | 1  | 3  | 5  | 15 | -10 |

| 5 de febrero de 2016, 21:00 | Paraguay | 2:2 | Perú |  |  |

| 5 de febrero de 2016, 22:30 | Brasil | 2:1 | Venezuela |  |  |

| 6 de febrero de 2016, 21:00 | Venezuela | 2:6 | Paraguay |  |  |

| 6 de febrero de 2016, 22:30 | Perú | 1:3 | Ecuador |  |  |

| 8 de febrero de 2016, 17:00 | Ecuador | 3:4 | Venezuela |  |  |

| 8 de febrero de 2016, 21:00 | Paraguay | 0:1 | Brasil |  |  |

| 9 de febrero de 2016, 17:00 | Brasil | 14:0 | Ecuador |  |  |

| 9 de febrero de 2016, 21:00 | Venezuela | 4:2 | Perú |  |  |

| 10 de febrero de 2016, 19:00 | Perú | 0:6 | Brasil |  |  |

| 10 de febrero de 2016, 21:00 | Ecuador | 1:3 | Paraguay |  |  |

### Grupo B
| Equipo    | Pts | PJ | PG | PE | PP | GF | GC | Dif |
| --------- | --- | -- | -- | -- | -- | -- | -- | --- |
| Argentina | 12  | 4  | 4  | 0  | 0  | 20 | 2  | 18  |
| Uruguay   | 7   | 4  | 2  | 1  | 1  | 13 | 6  | 7   |
| Colombia  | 6   | 4  | 2  | 0  | 2  | 10 | 10 | 0   |
| Bolivia   | 2   | 4  | 0  | 2  | 2  | 6  | 20 | -14 |
| Chile     | 1   | 4  | 0  | 1  | 3  | 6  | 17 | -11 |

| 5 de febrero de 2016, 17:00 | Colombia | 6:3 | Chile |  |  |

| 5 de febrero de 2016, 19:00 | Argentina | 4:2 | Uruguay |  |  |

| 6 de febrero de 2016, 17:00 | Uruguay | 2:2 | Bolivia |  |  |

| 6 de febrero de 2016, 19:00 | Chile | 0:3 | Argentina |  |  |

| 8 de febrero de 2016, 19:00 | Bolivia | 3:3 | Chile |  |  |

| 8 de febrero de 2016, 22:30 | Argentina | 2:0 | Colombia |  |  |

| 9 de febrero de 2016, 19:00 | Colombia | 4:1 | Bolivia |  |  |

| 9 de febrero de 2016, 22:30 | Chile | 0:5 | Uruguay |  |  |

| 10 de febrero de 2016, 17:00 | Bolivia | 0:11 | Argentina |  |  |

| 10 de febrero de 2016, 22:30 | Uruguay | 4:0 | Colombia |  |  |

## Definición de posiciones

### Noveno lugar
| 12 de febrero de 2016, 9:00 | Perú | 2:2 (0-1 pen.) | Chile |  |  |

### Séptimo lugar
| 12 de febrero de 2016, 10:30 | Ecuador | 1:3 | Bolivia |  |  |

### Quinto lugar
| 12 de febrero de 2016, 18:30 | Venezuela | 6:4 | Colombia |  |  |

### Semifinales
| 12 de febrero de 2016, 20:30 | Brasil | 4:1 | Uruguay |  |  |

| 12 de febrero de 2016, 22:30 | Argentina | 3:3 (3-2 pen.) | Paraguay |  |  |

### Tercer lugar
| 13 de febrero de 2016, 20:30 | Uruguay | 2:7 | Paraguay |  |  |

### Final
| 13 de febrero de 2016, 22:30 | Brasil | 4:0 | Argentina |  |  |

| Brasil         |
| Campeón Brasil |

## Clasificados a la Copa Mundial de fútbol sala de la FIFA de 2016
| Bandera de Brasil      | Bandera de Argentina      | Bandera de Paraguay      | Bandera de Colombia                       |
| Brasil 1.° clasificado | Argentina 2.° clasificado | Paraguay 3.° clasificado | Colombia 6.° lugar en el torneo Anfitrión |